# ニベ科
ニベ科（Sciaenidae）は、スズキ目またはニザダイ目に属する魚類の分類群の一つ。67属で構成され、ニベ・シログチなど沿岸に生息する海水魚を中心に少なくとも280種が含まれる。

## 概要

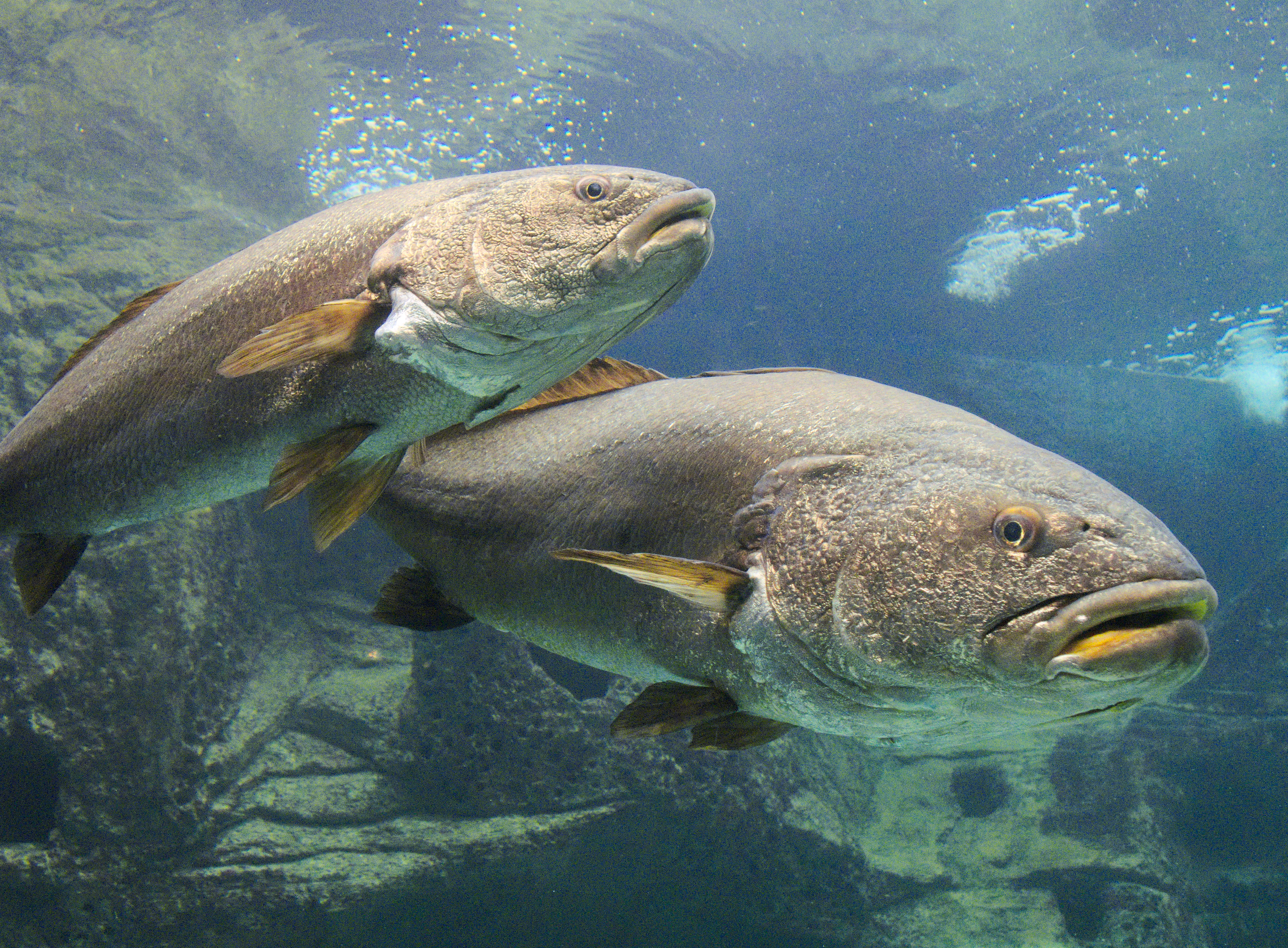
オオニベ属の1種（Argyrosomus regius）。大西洋東部から地中海にかけて分布する大型種で、体長は2mを超える

ニベ科には少なくとも283種が含まれる。太平洋・インド洋・大西洋など世界中の海に住むが、分布範囲は大陸周辺の沿岸域に限られ、インド洋中央部や太平洋の島嶼地域には生息しない。沿岸から大陸棚にかけての砂泥地帯で生活する種類が多く、水深200m以深の深海に出現する場合もある。海産種の一部は汽水域にも進出し、南北アメリカ大陸の大西洋岸からは28種の純粋な淡水魚が知られる。
ほとんどの仲間は体長数十cmにまで成長し、ニベ・シログチのように食用魚として重要な種類も多く含まれる。オオニベ（Argyrosomus japonicus）など、2mに達する大型種も知られている。
ニベ科の魚類は「イシモチ」あるいは「グチ」と総称されることがある。前者はテンジクダイ科の魚類が同じ名で呼ばれるのと同じく、本科魚類が他の科の魚類に比してかなり大き目の耳石をもつこと、後者は浮き袋を反響させ発音することがその由来となっている。

## 形態
ニベ科魚類はやや左右に平べったく側扁した体型をもち、一部に小さな口ヒゲを有する種類もある。背鰭の基底は長く、前半の棘条部（6-13本）と後半部（1棘20-35軟条）との間には深い切れ込みがある。臀鰭は1-2本の棘条と6-13本の軟条で構成され、棘条は通常か細く2本目の方が大きいことが多い。側線は尾鰭の後端まで伸びる。尾鰭の形態は中央部がややくぼむものから、丸みを帯びるものまでさまざま。口蓋骨・鋤骨の歯を欠く。浮き袋には特徴的な多数の分岐構造がみられる。椎骨は24-30個。

## 分類

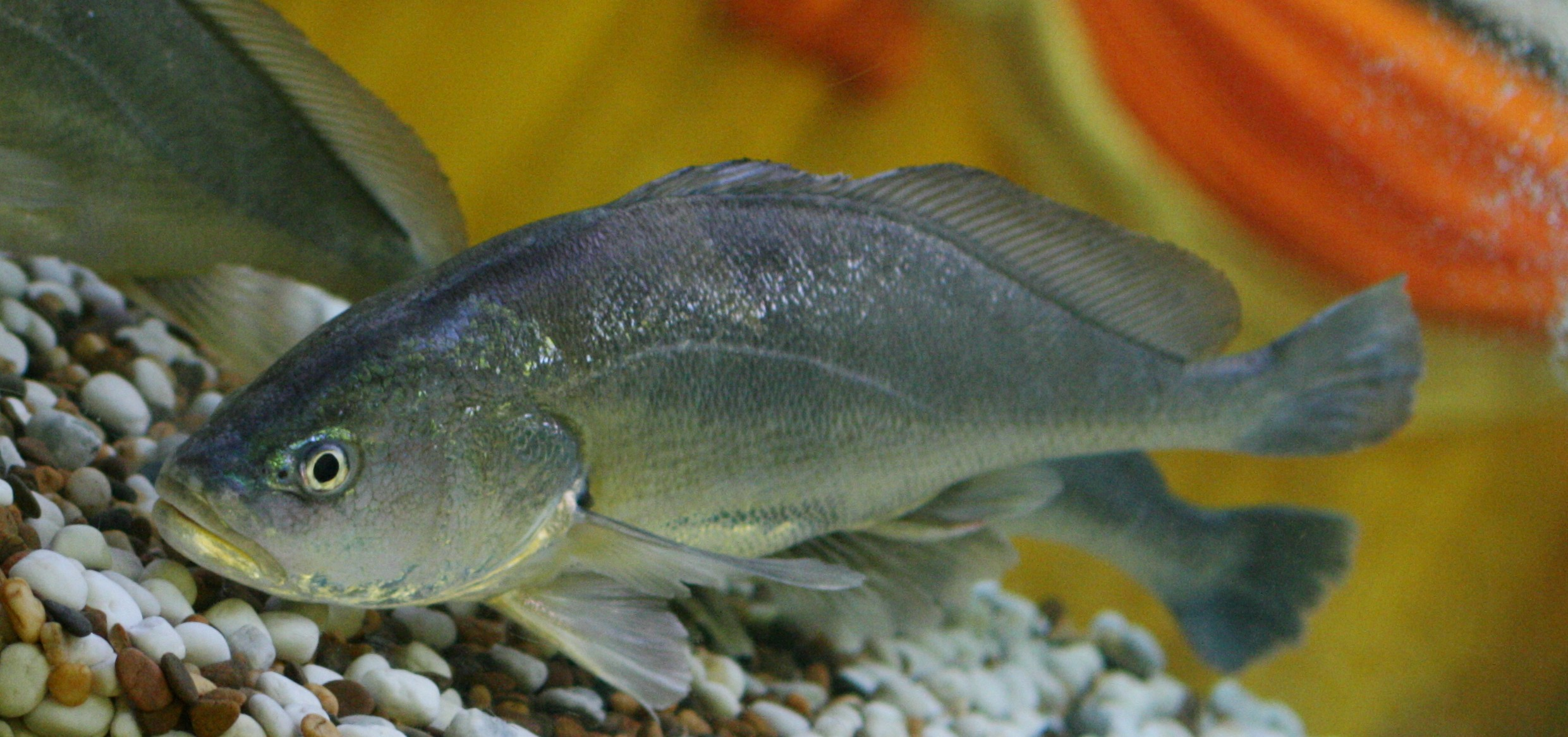
。東南アジアに分布する水産重要種

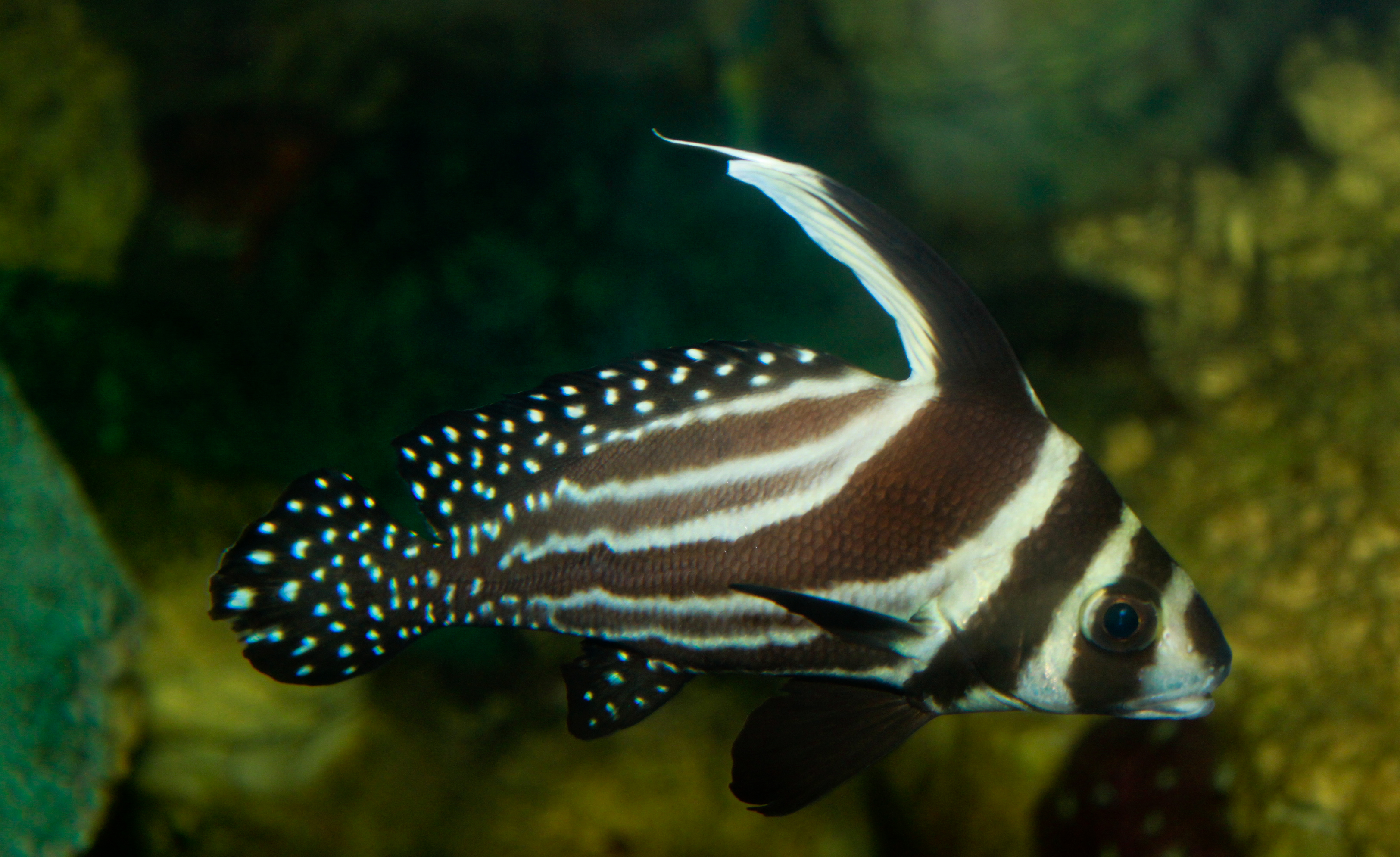
サンゴニベ属の1種（Equetus punctatus）。伸長した背鰭の棘条部が特徴の種類。カリブ海など大西洋の熱帯域に生息する

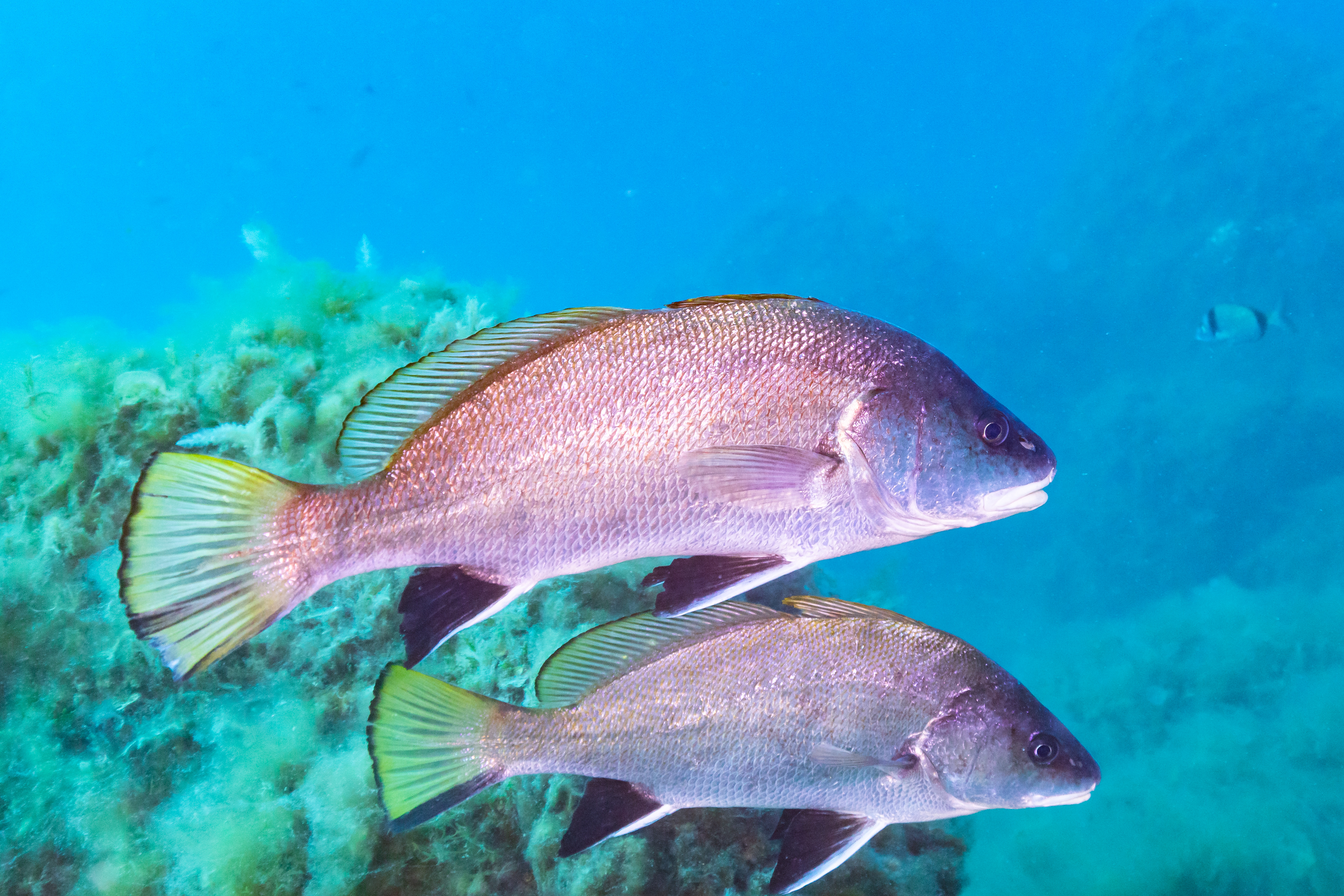
。地中海・大西洋東部に分布し、汽水域からサンゴ礁、大陸棚まで幅広い生息域をもつ

Nelson（2016）では67属283種が認められており、10亜科に細分する見解もある。Fishbaseでは69属298種が認められている。
| - Aplodinotus - 1種 - オオニベ属 Argyrosomus - 9種 - Aspericorvina - 1種 - Atractoscion - 5種 - Aspericorvina - 1種 - クログチ属 Atrobucca - 10種 - Austronibea - 1種 - Bahaba - 3種 - Bairdiella - 5種 - Boesemania - 1種 - Cheilotrema - 2種 - Chrysochir - 1種 - Cilus - 1種 - カンダリ属 Collichthys - 2種 - Corvula - 3種 - ヒトヒゲニベ属 Ctenosciaena - 2種 - ナガニベ属 Cynoscion - 25種 - Daysciaena - 1種 - Dendrophysa - 1種 - Elattarchus - 1種 - サンゴニベ属 Equetus - 2種 - Genyonemus - 1種 - ハナレニベ属 Isopisthus - 2種 - コニベ属 Johnius - 34種 - Kathala - 1種 - キグチ属 Larimichthys - 3種 - ツマリニベ属 Larimus - 6種 - Leiostomus - 1種 - Lonchurus - 2種 - オオカミニベ属 Macrodon - 3種 - Macrospinosa - 1種 - シナオオニベ属 Megalonibea - 1種 - サンカクニベ属 Menticirrhus - 9種 - セマルニベ属 Micropogonias - 6種 - ホンニベ属 Miichthys - 1種 | - Miracorvina - 1種 - ゴマメニベ属 Nebris - 2種 - ニベ属 Nibea - 10種 - Odontoscion - 3種 - Ophioscion - 10種 - Otolithes - 2種 - Otolithoides - 2種 - Pachypops - 3種 - Pachyurus - 10種 - Panna - 3種 - フサニベ属 Paralonchurus - 6種 - Paranebris - 1種 - Paranibea - 1種 - ウサギニベ属 Pareques - 7種 - Pennahia - 5種 - Pentheroscion - 1種 - Petilipinnis - 1種 - Plagioscion - 7種 - Pogonias - 1種 - ゴマニベ属 Protonibea - 1種 - Protosciaena - 2種 - Pseudolarimichthys - 1種 - Pseudotolithus - 6種 - Pteroscion - 1種 - Pterotolithus - 2種 - Robaloscion - 1種 - Roncador - 1種 - Sciaena - 4種 - Sciaenops - 1種 - Seriphus - 1種 - Sonorolux - 1種 - コビトニベ属 Stelifer - 24種 - Totoaba - 1種 - Umbrina - 17種 |

## 利用

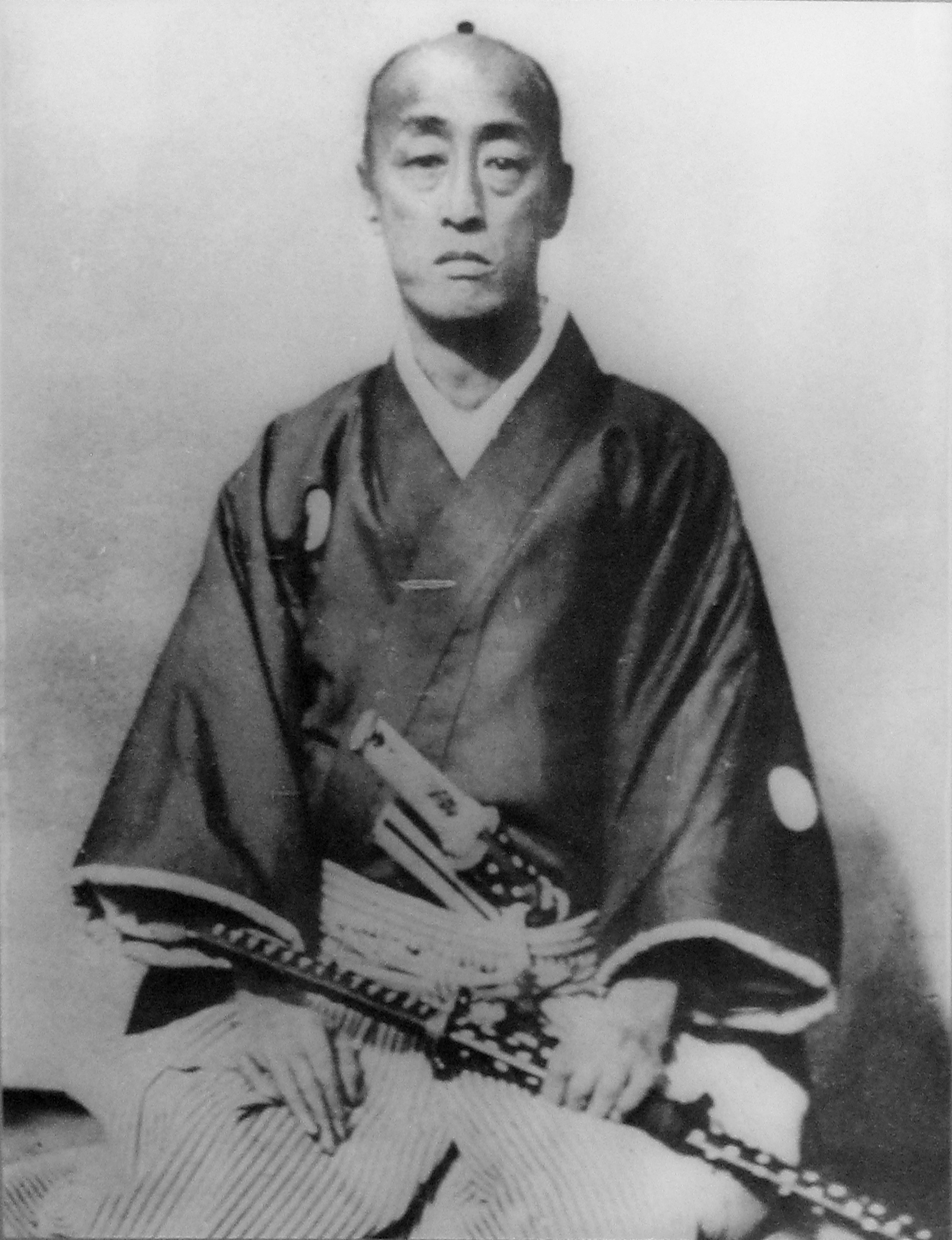
1866年（慶応2年）に撮影された徳川慶勝43歳時の肖像写真（徳川林政史研究所所蔵）。石首魚石入蝋色塗刀拵・脇差拵を携行している。

ニベ科の魚は食用のほか、その発達した耳石が工芸に使用された例がある。幕末の尾張藩主・徳川慶勝が所用し、現在は徳川美術館が所蔵する石首魚石入蝋色塗刀拵・脇差拵（いしもちいしいりろいろぬりかたなごしらえ・わきざしごしらえ、それぞれ1857年（安政4年）6月と1854年（安政元年）3月の作）は、刀や脇差の鞘の漆塗にイシモチ（ニベ科）の耳石を散りばめて黒地に白の斑模様を表している。